# A Hazárd megye lordjai epizódjainak listája
Ez a cikk a Hazárd megye lordjai című sorozat epizódjait tartalmazza.

## Évados áttekintés
| Évad | Évad | Epizódok | Eredeti sugárzás     | Eredeti sugárzás  | Eredeti adó |
| Évad | Évad | Epizódok | Évadpremier          | Évadfinálé        | Eredeti adó |
| ---- | ---- | -------- | -------------------- | ----------------- | ----------- |
|      | 1    | 13       | 1979. január 26.     | 1979. május 11.   | CBS         |
|      | 2    | 23       | 1979. szeptember 21. | 1980. március 21. | CBS         |
|      | 3    | 23       | 1980. szeptember 16. | 1981. április 10. | CBS         |
|      | 4    | 27       | 1981. október 9.     | 1982. április 2.  | CBS         |
|      | 5    | 22       | 1982. szeptember 24. | 1983. március 18. | CBS         |
|      | 6    | 22       | 1983. szeptember 23. | 1984. március 30. | CBS         |
|      | 7    | 17       | 1984. szeptember 21. | 1985. február 8.  | CBS         |

## 1. évad (1979)
| Sor. | Év. | Cím                                                      | Rendező       | Író                             | Premier                                                                 | Gyártási szám |
| ---- | --- | -------------------------------------------------------- | ------------- | ------------------------------- | ----------------------------------------------------------------------- | ------------- |
| 1.   | 1.  | A félkarú rablók (One Armed Bandits)                     | Rod Amateau   | Gy Waldron                      | 1979. január 26. 1984. december 9. (MTV1) 2000. április 16. (RTL Klub)  | 166861        |
| 2.   | 2.  | A kalózkiadó (Daisy's Song)                              | Bob Kelljan   | Gy Waldron                      | 1979. február 2. 2000. április 23. (RTL Klub)                           | 166862        |
| 3.   | 3.  | A maffia bőröndje (Mary Kaye's Baby)                     | Rod Amateau   | William Putnam                  | 1979. február 9. 2000. április 30. (RTL Klub)                           | 166864        |
| 4.   | 4.  | Visszaszerzünk egy Rolls Royce-t / A behajtók (Repo Men) | Ron Satlof    | Bob Clark                       | 1979. február 16. 1985. január 20. (MTV1) 2000. május 7. (RTL Klub)     | 166863        |
| 5.   | 5.  | Tele tankkal (High Octane)                               | Don McDougall | William Keys és William Kelly   | 1979. február 23. 2000. május 14. (RTL Klub)                            | 166865        |
| 6.   | 6.  | Mocskos Molly (Swamp Molly)                              | Don McDougall | Katherine M. Powers             | 1979. március 9. 1984. december 16. (MTV1) 2000. május 21. (RTL Klub)   | 166872        |
| 7.   | 7.  | A rivális (Luke's Love Story)                            | Hy Averback   | Kris Kincade és Nance McCornick | 1979. március 16. 2000. május 28. (RTL Klub)                            | 7             |
| 8.   | 8.  | A nagy kelepce (The Big Heist)                           | Bob Claver    | Bruce Howard                    | 1979. március 30. 1984. december 23. (MTV1) 2000. június 4. (RTL Klub)  | 8             |
| 9.   | 9.  | Az elnök limuzinja (Limo One Is Missing)                 | Don McDougall | Paul Savage                     | 1979. április 6. 2000. június 11. (RTL Klub)                            | 9             |
| 10.  | 10. | Helyettes seriffek (Deputy Dukes)                        | William Asher | Paul Savage                     | 1979. április 20. 1984. december 30. (MTV1) 2000. június 18. (RTL Klub) | 10            |
| 11.  | 11. | Pénztemetők (Money to Burn)                              | Rod Amateau   | Myles Wilder és William Raynor  | 1979. április 27. 2000. július 1. (RTL Klub)                            | 11            |
| 12.  | 12. | A mozgó játékbarlang / A guruló kaszinó (Route 7–11)     | Bob Claver    | Fred Freiberger                 | 1979. május 4. 1985. január 6. (MTV1) 2000. július 29. (RTL Klub)       | 12            |
| 13.  | 13. | Pestis Hazárdban / A karantén (Double Sting)             | Gy Waldron    | Gy Waldron                      | 1979. május 11. 1985. január 13. (MTV1) 2000. augusztus 6. (RTL Klub)   | 13            |

## 2. évad (1979-1980)
| Sor. | Év. | Cím                                                                | Rendező             | Író                                                                                          | Premier                                                                     | Gyártási szám |
| ---- | --- | ------------------------------------------------------------------ | ------------------- | -------------------------------------------------------------------------------------------- | --------------------------------------------------------------------------- | ------------- |
| 14.  | 1.  | Azok a dicső napok / Szeszcsempész futam (Days of Shine and Roses) | Hollingsworth Morse | Bruce Howard                                                                                 | 1979. szeptember 21. 1985. január 27. (MTV1) 2000. augusztus 13. (RTL Klub) | 166964        |
| 15.  | 2.  | Aranyláz (Gold Fever)                                              | Paul Baxley         | Si Rose                                                                                      | 1979. szeptember 28. 2000. november 18. (RTL Klub)                          | 166971        |
| 16.  | 3.  | Lókötők / Lótolvajok (The Rustlers)                                | Dick Moder          | Stephen Kandel                                                                               | 1979. október 5. 1985. február 3. (MTV1) 2000. szeptember 17. (RTL Klub)    | 166968        |
| 17.  | 4.  | Maffiózók (The Meeting)                                            | Rod Amateau         | Történet: Leonard B. Kaufman Tévéjáték: William Raynor és Myles Wilder                       | 1979. október 12. 2000. szeptember 24. (RTL Klub)                           | 166861        |
| 18.  | 5.  | Országúti kalózok (Road Pirates)                                   | William Asher       | William Raynor és Myles Wilder                                                               | 1979. október 19. 2000. október 1. (RTL Klub)                               | 166962        |
| 19.  | 6.  | Lee tábornok szelleme (The Ghost of General Lee)                   | Jack Starrat        | Martin Roth                                                                                  | 1979. október 26. 2000. szeptember 10. (RTL Klub)                           | 166969        |
| 20.  | 7.  | Trükk a köbön (Dukes Meet Cale Yarborough)                         | Ernest Pintoff      | Történet: Ron Friedman Tévéjáték: Bruce Howard, William Raynor, Myles Wilder és Ron Friedman | 1979. november 2. 2004. február 15. (RTL Klub)                              | 166965        |
| 21.  | 8.  | Idegroncs-derbi (Hazzard Connection)                               | Paul Baxley         | Paul Savage                                                                                  | 1979. november 9. 2000. október 21. (RTL Klub)                              | 166966        |
| 22.  | 9.  | A koronatanú (Witness of the Persecution)                          | Hollingsworth Morse | Történet: Paul Savage Tévéjáték: William Raynor és Myles Wilder                              | 1979. november 16. 2000. október 28. (RTL Klub)                             | 166972        |
| 23.  | 10. | Mimi-mami / Annie mami (Granny Annie)                              | Dick Moder          | Bruce Howard                                                                                 | 1979. november 23. 1985. február 9. (MTV1) 2000. november 4. (RTL Klub)     | 166973        |
| 24.  | 11. | Piszkos trükkök (People's Choice)                                  | Allen Baron         | Bruce Howard                                                                                 | 1979. november 30. 2000. november 11. (RTL Klub)                            | 166970        |
| 25.  | 12. | Jesse bátyó pácban (Arrest Jesse Duke)                             | Jack Whitman        | Si Rose                                                                                      | 1979. december 14. 2000. december 16. (RTL Klub)                            | 166404        |
| 26.  | 13. | Az előkelő kuzin (Duke of Duke)                                    | Hollingsworth Morse | Herman Groves                                                                                | 1980. január 4. 2000. november 25. (RTL Klub)                               | 166402        |
| 27.  | 14. | A szökevény (The Runaway)                                          | Dick Moder          | Jim Rogers                                                                                   | 1980. január 11. 2000. december 9. (RTL Klub)                               | 166403        |
| 28.  | 15. | A cefre nyomában (Follow That Still)                               | Jack Whitman        | William Raynor és Myles Wilder                                                               | 1980. január 18. 2000. december 2. (RTL Klub)                               | 166401        |
| 29.  | 16. | A kincsesláda (Treasure of Hazzard)                                | Hollingsworth Morse | William Raynor és Myles Wilder                                                               | 1980. január 25. 2000. december 23. (RTL Klub)                              | 166405        |
| 30.  | 17. | Daisy tizedes (Officer Daisy Duke)                                 | Dick Moder          | Martin Roth                                                                                  | 1980. február 1. 2000. december 30. (RTL Klub)                              | 166406        |
| 31.  | 18. | Loretta Lynn nyomában (Find Loretta Lynn)                          | Arthur Marks        | Jim Rogers                                                                                   | 1980. február 8. 2001. január 6. (RTL Klub)                                 | 166963        |
| 32.  | 19. | A texasi kopó (Jude Emery)                                         | Rod Amateau         | Gy Waldron                                                                                   | 1980. február 15. 2001. január 13. (RTL Klub)                               | 166407        |
| 33.  | 20. | A hegyjárók visszatérnek (Return of the Ridge Raiders)             | Hollingsworth Morse | Si Rose                                                                                      | 1980. február 22. 2001. január 20. (RTL Klub)                               | 166408        |
| 34.  | 21. | Dixon és társai (Mason Dixon's Girls)                              | Jack Starrett       | Bruce Howard                                                                                 | 1980. február 29. 2001. január 27. (RTL Klub)                               | 166409        |
| 35.  | 22. | Hullarablók (R.I.P. Henry Flatt)                                   | Denver Pyle         | William Raynor és Myles Wilder                                                               | 1980. március 14. 2001. február 3. (RTL Klub)                               | 166431        |
| 36.  | 23. | A vagyont érő koffer (Southern Comfurts)                           | Rod Amateau         | Martin Roth                                                                                  | 1980. március 21. 2001. február 10. (RTL Klub)                              | 166432        |

## 3. évad (1980-1981)
| Sor. | Év. | Cím                                                           | Rendező             | Író                            | Premier                                           |
| ---- | --- | ------------------------------------------------------------- | ------------------- | ------------------------------ | ------------------------------------------------- |
| 37.  | 1.  | A nagy mutatvány 1. rész (Carnival of Thrills: Part 1)        | Dick Moder          | William Raynor és Myles Wilder | 1980. szeptember 16. 2001. február 17. (RTL Klub) |
| 38.  | 2.  | A nagy mutatvány 2. rész (Carnival of Thrills: Part 2)        | Dick Moder          | William Raynor és Myles Wilder | 1980. szeptember 16. 2001. február 24. (RTL Klub) |
| 39.  | 3.  | A nagyratörő Enos Strate (Enos Strate to the Top)             | Rod Amateau         | William Raynor és Myles Wilder | 1980. november 5.                                 |
| 40.  | 4.  | Hazárd-horror (The Hazzardville Horror)                       | Jack Whitman        | Si Rose                        | 1980. november 7.                                 |
| 41.  | 5.  | És a bal sarokban, Luke Duke! (And In This Corner, Luke Duke) | Paul Baxley         | Jim Rogers                     | 1980. november 14.                                |
| 42.  | 6.  | A néhai J.D. Hogg (The Late J.D. Hogg)                        | Hollingsworth Morse | Martin Roth                    | 1980. november 21.                                |
| 43.  | 7.  | A kisfőnök (Uncle Boss)                                       | Hollingsworth Morse | William Raynor és Myles Wilder | 1980. november 28.                                |
| 44.  | 8.  | Fehér bárány, feketében (Baa, Baa White Sheep)                | Dick Moder          | William Raynor és Myles Wilder | 1980. december 5.                                 |
| 45.  | 9.  | Rosco seriff nősül (Mrs. Rosco P. Coltrane)                   | Jack Whitman        | Si Rose                        | 1980. december 12.                                |
| 46.  | 10. | A nagy Télapó-vadászat (The Great Santa Claus Chase)          | Denver Pyle         | Martin Roth                    | 1980. december 19.                                |
| 47.  | 11. | Duke, a jó szomszéd (Good Neighbors Duke)                     | Dick Moder          | Len Kaufman                    | 1981. január 2.                                   |
| 48.  | 12. | Megye-állam (State of the County)                             | Dick Moder          | Bruce Howard                   | 1981. január 9.                                   |
| 49.  | 13. | Az örökség (The Legacy)                                       | Hollingsworth Morse | William Raynor és Myles Wilder | 1981. január 16.                                  |
| 50.  | 14. | Duke, Duke ellen (Duke vs. Duke)                              | Paul Baxley         | William Raynor és Myles Wilder | 1981. január 23.                                  |
| 51.  | 15. | Fiam, Bo Hogg (My Son, Bo Hogg)                               | Rod Amateau         | Si Rose                        | 1981. január 30.                                  |
| 52.  | 16. | Duke-fogócska (To Catch a Duke)                               | Denver Pyle         | Bruce Howard                   | 1981. február 6.                                  |
| 53.  | 17. | A harmadik Duke fiú (Along Came a Duke)                       | Paul Baxley         | Len Kaufman                    | 1981. február 13.                                 |
| 54.  | 18. | Tudósító: Daisy Duke (By-Line, Daisy Duke)                    | Hollingsworth Morse | Martin Roth                    | 1981. február 20.                                 |
| 55.  | 19. | Hughie Hogg visszatérése (The Return of Hughie Hogg)          | Dick Moder          | Bruce Howard                   | 1981. március 6.                                  |
| 56.  | 20. | Ég veled, főnök! (Bye, Bye Boss)                              | Denver Pyle         | Jim Rogers                     | 1981. március 13.                                 |
| 57.  | 21. | A nagy hazárdi rablás (The Great Hazzard Hijack)              | John Florea         | William Raynor és Myles Wilder | 1981. március 27.                                 |
| 58.  | 22. | Kalamajka Hazárd megyében (The Hack of Hazzard)               | Paul Baxley         | Len Kaufman                    | 1981. április 3.                                  |
| 59.  | 23. | Canterbury váza (The Canterbury Crock)                        | Dick Moder          | Bruce Howard                   | 1981. április 10.                                 |

## 4. évad (1981-1982)
| Sor. | Év. | Cím                                                                     | Rendező             | Író                                                              | Premier            |
| ---- | --- | ----------------------------------------------------------------------- | ------------------- | ---------------------------------------------------------------- | ------------------ |
| 60.  | 1.  | Mrs. Daisy Hogg (Mrs. Daisy Hogg)                                       | John Florea         | Si Rose                                                          | 1981. október 9.   |
| 61.  | 2.  | Dupla Duke-csavar (Double Dukes)                                        | Paul Baxley         | Martin Roth                                                      | 1981. október 16.  |
| 62.  | 3.  | Csiszolatlan gyémántok (Diamonds in the Rough)                          | James Best          | Történet: William Raynor és Myles Wilder Tévéjáték: Bruce Howard | 1981. október 23.  |
| 63.  | 4.  | Coltrane kontra Duke (Coltrane vs. Duke)                                | Don McDougall       | Simon Muntner                                                    | 1981. október 30.  |
| 64.  | 5.  | A szökevény (The Fugitive)                                              | Don McDougall       | Kristan Kincade                                                  | 1981. november 3.  |
| 65.  | 6.  | A nagy bankrablás (The Great Bank Robbery)                              | Denver Pyle         | Fred Freiberger                                                  | 1981. november 6.  |
| 66.  | 7.  | Sadie Hogg nap (Sadie Hogg Day)                                         | John Florea         | Si Rose                                                          | 1981. november 13. |
| 67.  | 8.  | A tízmillió dolláros seriff 1. rész (10 Million Dollar Sheriff: Part 1) | Dick Moder          | William Raynor és Myles Wilder                                   | 1981. november 20. |
| 68.  | 9.  | A tízmillió dolláros seriff 2. rész (10 Million Dollar Sheriff: Part 2) | Dick Moder          | William Raynor és Myles Wilder                                   | 1981. november 20. |
| 69.  | 10. | Nagy zűr Cooternél (Trouble at Cooter's)                                | Don McDougall       | Bruce Howard                                                     | 1981. november 27. |
| 70.  | 11. | Ég veled, Lee tábornok! (Goodbye, General Lee)                          | Denver Pyle         | William Raynor és Myles Wilder                                   | 1981. december 4.  |
| 71.  | 12. | Cletus szerelembe esik (Cletus Falls in Love)                           | John Florea         | Si Rose                                                          | 1981. december 11. |
| 72.  | 13. | Hughie Hogg újra támad (Hughie Hogg Strikes Again)                      | Hollingsworth Morse | William Raynor és Myles Wilder                                   | 1981. december 18. |
| 73.  | 14. | A nagy átverés (Dukescam Scam)                                          | Denver Pyle         | Bruce Howard                                                     | 1982. január 1.    |
| 74.  | 15. | A zene hangja - Hazárd módra (The Sound of Music – Hazzard Style)       | Hollingsworth Morse | Martin Roth                                                      | 1982. január 8.    |
| 75.  | 16. | Pálinka-palinta (Shine On, Hazzard Moon)                                | Paul Baxley         | Bruce Howard                                                     | 1982. január 15.   |
| 76.  | 17. | Ne hergeld a lordokat! (Pin the Tail on the Dukes)                      | Don McDougall       | Bruce Howard                                                     | 1982. január 22.   |
| 77.  | 18. | Miss Tisdale szökésben (Miz Tisdale on the Lam)                         | John Florea         | Si Rose                                                          | 1982. január 29.   |
| 78.  | 19. | ''Az igazat, csakis az igazat!'' (Nothin' But the Truth)                | Hollingsworth Morse | Martin Roth                                                      | 1982. február 5.   |
| 79.  | 20. | Kedves naplóm! (Dear Diary)                                             | Don McDougall       | Bruce Howard                                                     | 1982. február 12.  |
| 80.  | 21. | Új seriff a városban (New Deputy in Town)                               | Denver Pyle         | Si Rose                                                          | 1982. február 19.  |
| 81.  | 22. | A madarak szárnyra kelnek (Birds Gotta Fly)                             | Paul Baxley         | William Raynor és Myles Wilder                                   | 1982. február 26.  |
| 82.  | 23. | Egy rossz nap Hazárdban (Bad Day in Hazzard)                            | Gabrielle Beaumont  | William Raynor és Myles Wilder                                   | 1982. március 5.   |
| 83.  | 24. | Három megye szépsége (Miss Tri-Counties)                                | Paul Baxley         | William Raynor és Myles Wilder                                   | 1982. március 12.  |
| 84.  | 25. | Oszd meg és uralkodj! (Share and Share Alike)                           | Denver Pyle         | Martin Roth                                                      | 1982. március 19.  |
| 85.  | 26. | A törvény és Jesse Duke (The Law and Jesse Duke)                        | James Sheldon       | Bruce Howard                                                     | 1982. március 26.  |
| 86.  | 27. | A Duke farm veszélyben (Dukes in Danger)                                | Don McDougall       | Si Rose                                                          | 1982. április 2.   |

## 5. évad (1982-1983)
| Sor. | Év. | Cím                                                                 | Rendező             | Író                                                           | Premier              |
| ---- | --- | ------------------------------------------------------------------- | ------------------- | ------------------------------------------------------------- | -------------------- |
| 87.  | 1.  | Az új Duke fiúk (The New Dukes)                                     | Paul Baxley         | William Raynor és Myles Wilder                                | 1982. szeptember 24. |
| 88.  | 2.  | A lordok gazdagsága (Dukes Strike it Rich)                          | Don McDougall       | Jim Rogers                                                    | 1982. október 1.     |
| 89.  | 3.  | Az év seriffje (Lawman of the Year)                                 | Denver Pyle         | William Raynor és Myles Wilder                                | 1982. október 8.     |
| 90.  | 4.  | Coy és az árvalány (Coy Meets Girl)                                 | James Sheldon       | Martin Roth                                                   | 1982. október 15.    |
| 91.  | 5.  | Közbotrány Hazárdban (The Hazzardgate Tape)                         | Bob Sweeney         | Bruce Howard                                                  | 1982. október 22.    |
| 92.  | 6.  | Főnök apu (Big Daddy)                                               | Hollingsworth Morse | Bruce Howard                                                  | 1982. október 29.    |
| 93.  | 7.  | Vance barátnője (Vance's Lady)                                      | James Sheldon       | Történet: Simon Munter Tévéjáték: Simon Munter és Martin Roth | 1982. november 5.    |
| 94.  | 8.  | Hazárdi hazárdírozás (Hazzard Hustle)                               | Don McDougall       | Si Rose                                                       | 1982. november 12.   |
| 95.  | 9.  | Enos bajban (Enos in Trouble)                                       | Paul Baxley         | Si Rose                                                       | 1982. november 19.   |
| 96.  | 10. | Biztos biztosítási csalás (The Great Insurance Fraud)               | Denver Pyle         | William Raynor és Myles Wilder                                | 1982. november 26.   |
| 97.  | 11. | Milliárd biliárd (A Little Game of Pool)                            | Mark Warren         | William Raynor és Myles Wilder                                | 1982. december 3.    |
| 98.  | 12. | Az Ázott Mocsár kincse (The Treasure of Soggy Marsh)                | Mark Warren         | William Raynor és Myles Wilder                                | 1982. december 10.   |
| 99.  | 13. | Hughie Hogg bosszúja (The Revenge of Hughie Hogg)                   | Don McDougall       | Martin Roth                                                   | 1982. december 17.   |
| 100. | 14. | A nagy zöld masina visszatér (The Return of the Mean Green Machine) | Paul Baxley         | Martin Roth                                                   | 1983. január 7.      |
| 101. | 15. | Bimm-bamm, a főnök halott (Ding, Dong, The Boss Is Dead)            | Hollingsworth Morse | William Raynor és Myles Wilder                                | 1983. január 21.     |
| 102. | 16. | Coy és Vance haragban (Coy vs. Vance)                               | Sorrell Booke       | Si Rose                                                       | 1983. február 4.     |
| 103. | 17. | Duke elvtárs (Comrade Duke)                                         | Don McDougall       | William Raynor és Myles Wilder                                | 1983. február 11.    |
| 104. | 18. | Jesse Duke, a szemtanú (Witness: Jesse Duke)                        | Hollingsworth Morse | Bruce Howard                                                  | 1983. február 18.    |
| 105. | 19. | Isten hozott Bo és Luke! (Welcome Back, Bo 'n' Luke)                | Hollingsworth Morse | Len Kaufman és Myles Wilder                                   | 1983. február 25.    |
| 106. | 20. | A Duke Nagy testvérek (Big Brothers, Duke)                          | Hollingsworth Morse | Len Kaufman és Myles Wilder                                   | 1983. március 4.     |
| 107. | 21. | Ég veled, Hazárd! (Farewell, Hazzard)                               | Don McDougall       | Si Rose                                                       | 1983. március 11.    |
| 108. | 22. | Daisy puskaporos menyegzője (Daisy's Shotgun Wedding)               | Paul Baxley         | Si Rose                                                       | 1983. március 18.    |

## 6. évad (1983-1984)
| Sor. | Év. | Cím                                                         | Rendező             | Író                                                                         | Premier              |
| ---- | --- | ----------------------------------------------------------- | ------------------- | --------------------------------------------------------------------------- | -------------------- |
| 109. | 1.  | Lulu elrablása (Lulu's Gone Away)                           | Tom Wopat           | Len Kaufman és Myles Wilder                                                 | 1983. szeptember 23. |
| 110. | 2.  | Egy kisbaba és a Duke-ok (A Baby for the Dukes)             | Hollingsworth Morse | Si Rose                                                                     | 1983. szeptember 30. |
| 111. | 3.  | Rosco duplán (Too Many Roscos)                              | Harvey Laidman      | Bruce Howard                                                                | 1983. október 7.     |
| 112. | 4.  | Fivéri szeretet (Brotherly Love)                            | Michael Caffey      | Martin Roth                                                                 | 1983. október 14.    |
| 113. | 5.  | A Vadkanól medvéi (The Boar's Nest Bears)                   | Tom Wopat           | Michael Michaelian és Michael Sevareid                                      | 1983. október 21.    |
| 114. | 6.  | A főnök rács mögött (Boss Behind Bars)                      | Don McDougall       | Si Rose                                                                     | 1983. november 4.    |
| 115. | 7.  | A fiúk legjobb barátja (A Boy's Best Friend)                | Sorrell Booke       | Len Kaufman és Myles Wilder                                                 | 1983. november 11.   |
| 116. | 8.  | Célpontban Daisy és Lulu (Targets: Daisy and Lulu)          | Bernard E. McEveety | Bruce Howard                                                                | 1983. november 18.   |
| 117. | 9.  | A zűr ikrekkel jár (Twin Trouble)                           | Paul Baxley         | Si Rose                                                                     | 1983. november 25.   |
| 118. | 10. | Enos utolsó esélye (Enos' Last Chance)                      | Ralph Riskin        | Történet: Michael Piller Tévéjáték: William Raynor, Myles Wilder és Si Rose | 1983. december 2.    |
| 119. | 11. | Magasröptű Duke-ok (High Flyin' Dukes)                      | Ralph Riskin        | Martin Roth                                                                 | 1983. december 9.    |
| 120. | 12. | Cooter lánya (Cooter's Girl)                                | Don McDougall       | Si Rose                                                                     | 1983. december 30.   |
| 121. | 13. | Daisy Duke, az örökösnő (Heiress Daisy Duke)                | Don McDougall       | Len Kaufman és Myles Wilder                                                 | 1984. január 6.      |
| 122. | 14. | Élve vagy halva (Dead and Alive)                            | James Best          | Történet: Martin Roth és Myles Wilder Tévéjáték: Martin Roth                | 1984. január 20.     |
| 123. | 15. | Játszd újra, Luke! (Play it Again, Luke)                    | Paul Baxley         | Len Kaufman és Myles Wilder                                                 | 1984. január 27.     |
| 124. | 16. | A titkos ügynök Duke fiúk 1. rész (Undercover Dukes Part 1) | Paul Baxley         | Len Kaufman és Myles Wilder                                                 | 1984. február 3.     |
| 125. | 17. | A titkos ügynök Duke fiúk 2. rész (Undercover Dukes Part 2) | Paul Baxley         | Len Kaufman és Myles Wilder                                                 | 1984. február 10.    |
| 126. | 18. | Hazárdi sikersztori (How to Succeed in Hazzard)             | Harvey Laidman      | Michael Michaelian és Michael Sevareid                                      | 1984. február 17.    |
| 127. | 19. | Daisy megmenekül (Close Call for Daisy)                     | Harvey Laidman      | Martin Roth                                                                 | 1984. február 24.    |
| 128. | 20. | Hazárd-megyei zsarolás (The Ransom of Hazzard County)       | Michael Caffey      | Si Rose                                                                     | 1984. március 2.     |
| 129. | 21. | Cooter vallomása (The Fortune Tellers)                      | Paul Baxley         | Si Rose                                                                     | 1984. március 23.    |
| 130. | 22. | Jövendőmondók (Cooter's Confession)                         | Bob Sweeney         | Len Kaufman és Myles Wilder                                                 | 1984. március 30.    |

## 7. évad (1984-1985)
| Sor. | Év. | Cím                                                             | Rendező        | Író                                                                                            | Premier              |
| ---- | --- | --------------------------------------------------------------- | -------------- | ---------------------------------------------------------------------------------------------- | -------------------- |
| 131. | 1.  | Boldog szülinapot, Lee tábornok! (Happy Birthday, General Lee)  | Tom Wopat      | Si Rose                                                                                        | 1984. szeptember 21. |
| 132. | 2.  | Isten hozott, Waylon Jennings! (Welcome, Waylon Jennings)       | Bob Sweeney    | Történet: David R. Toddman, Len Kaufman és Myles Wilder Tévéjáték: Len Kaufman és Myles Wilder | 1984. szeptember 28. |
| 133. | 3.  | Doktor Jekyll és Mr. Luke Duke! (Dr. Jekyll and Mr. Duke)       | Michael Caffey | Len Kaufman és Myles Wilder                                                                    | 1984. október 5.     |
| 134. | 4.  | Robot P. Coltrane (Robot P. Coltrane)                           | Bob Sweeney    | Len Kaufman és Myles Wilder                                                                    | 1984. október 12.    |
| 135. | 5.  | Fogytán a türelem (No More Mr. Nice Guy)                        | Ralph Riskin   | Martin Roth                                                                                    | 1984. október 19.    |
| 136. | 6.  | Hazárdiak Hollywoodban (The Dukes in Hollywood)                 | George Bowers  | Si Rose                                                                                        | 1984. november 2.    |
| 137. | 7.  | Fő a hidegvér, Bo és Luke! (Cool Hands, Luke & Bo)              | Ralph Riskin   | Michael Michaelian és Michael Sevareid                                                         | 1984. november 9.    |
| 138. | 8.  | Irány Nyugatra, ifjú Duke-ok! (Go West, Young Dukes)            | Don McDougall  | Martin Roth                                                                                    | 1984. november 16.   |
| 139. | 9.  | Cale Yarborough Hazárdba jön (Cale Yarborough Comes to Hazzard) | James Best     | Len Kaufman és Myles Wilder                                                                    | 1984. november 23.   |
| 140. | 10. | Veszélyben a Hazárd expressz (Danger on the Hazzard Express)    | Sorrell Booke  | Si Rose                                                                                        | 1984. november 30.   |
| 141. | 11. | Duke-ok dutyiban (Sittin' Dukes)                                | George Bowers  | Martin Roth                                                                                    | 1984. december 14.   |
| 142. | 12. | Égi banditák Hazárd felett (Sky Bandits Over Hazzard)           | Ralph Riskin   | Si Rose                                                                                        | 1984. december 21.   |
| 143. | 13. | J.D. Hogg kísértése (The Haunting of J.D. Hogg)                 | Tom Wopat      | Len Kaufman és Myles Wilder                                                                    | 1985. január 4.      |
| 144. | 14. | Kívánj egyet, Hogg lesz belőle! (When You Wish Upon a Hogg)     | Michael Caffey | Martin Roth                                                                                    | 1985. január 11.     |
| 145. | 15. | Földönkívüli Hazárdban (Strange Visitor to Hazzard)             | Sorrell Booke  | Si Rose                                                                                        | 1985. január 25.     |
| 146. | 16. | Enos és Daisy esküvője (Enos and Daisy's Wedding)               | Tom Wopat      | Történet: Len Kaufman és Myles Wilder Tévéjáték: Martin Roth és Myles Wilder                   | 1985. február 1.     |
| 147. | 17. | Hazárdi műsor a Vadkanólban (Opening Night at the Boar's Nest)  | John Schneider | John Schneider és Si Rose                                                                      | 1985. február 8.     |